# Deutscher Skibob Verband
Der Deutsche Skibobverband e. V. (DSBV) mit Sitz in München ist der deutsche Dachverband für die Sportart Skibob. Er ist Mitglied im Deutschen Olympischen Sportbund (DOSB), und dort auch in der Interessengemeinschaft der Nicht-Olympischen Verbände (IG NOV) vertreten.

## Geschichte
Der Deutsche Skibobverband wurde im Dezember 1965 gegründet. Neben dem nationalen Dachverband bestehen Landesverbände in Bayern (BSBV), in Westdeutschland (WSBV) und in Sachsen (SSBV).

## Vorstand
- Präsident: Gerhard Lenhard
- Vize-Präsidentin: Petra Mitschke
- Vize-Präsidentin: Cristiane Driemeyer-Stenchly
- Schatzmeisterin: Janine Buse
- Sportdirektor: Jakob Jocham